# ليندا بويد
ليندا بويد هي مغنية وراقصة وممثلة كندية، ولدت في 28 يناير 1965 بفانكوفر في كندا.

## أعمال

### أفلام
- (2006) قيادة طوكيو[1]
- (2009) الضرر
- (2009) هيجان
- (2015) عصر أدالين[2][3]

### مسلسلات
- الملفات الغامضة

## ترشيحات
- Canadian Screen Award for Best Actress in a Continuing Leading Dramatic Role [الإنجليزية]‏ (2010)

## وصلات خارجية
- ليندا بويد على موقع IMDb (الإنجليزية)
- ليندا بويد على موقع ألو سيني (الفرنسية)
- ليندا بويد على موقع أول موفي (الإنجليزية)
- ليندا بويد على موقع قاعدة بيانات الأفلام السويدية (السويدية)
- ليندا بويد على موقع إن إن دي بي (الإنجليزية)
- ليندا بويد على موقع قاعدة بيانات الفيلم (الإنجليزية)
- ليندا بويد على موقع كينوبويسك (الروسية)